# 塞芙吉爾·穆薩耶娃
塞芙吉爾·穆薩耶娃（羅馬化：Sevhil Khairetdynivna Musaieva；1987年6月18日—），克里米亞韃靼裔烏克蘭記者，《烏克蘭真理報》主編，也是網站“KrymSOS”的發起人。